# Smith River, Kalifornien
Smith River är en ort i Del Norte County i delstaten Kalifornien, USA.